# Brian Willsie
Brian Willsie (* 16. März 1978 in London, Ontario) ist ein ehemaliger kanadischer Eishockeyspieler und derzeitiger -funktionär, der im Verlauf seiner aktiven Karriere zwischen 1995 und 2015 unter anderem 391 Spiele für die Colorado Avalanche, Washington Capitals und Los Angeles Kings in der National Hockey League auf der Position des rechten Flügelstürmers bestritten hat. Willsie verbrachte aber auch große Teile seiner Laufbahn in der American Hockey League und den europäischen Topligen.

## Karriere
Brian Willsie wurde während des NHL Entry Draft 1996 als insgesamt 146. Spieler von der Colorado Avalanche ausgewählt. Seine Karriere als Eishockeyspieler begann er bei den Guelph Storm aus der Ontario Hockey League, für die er von 1995 bis 1998 insgesamt drei Jahre lang spielte.

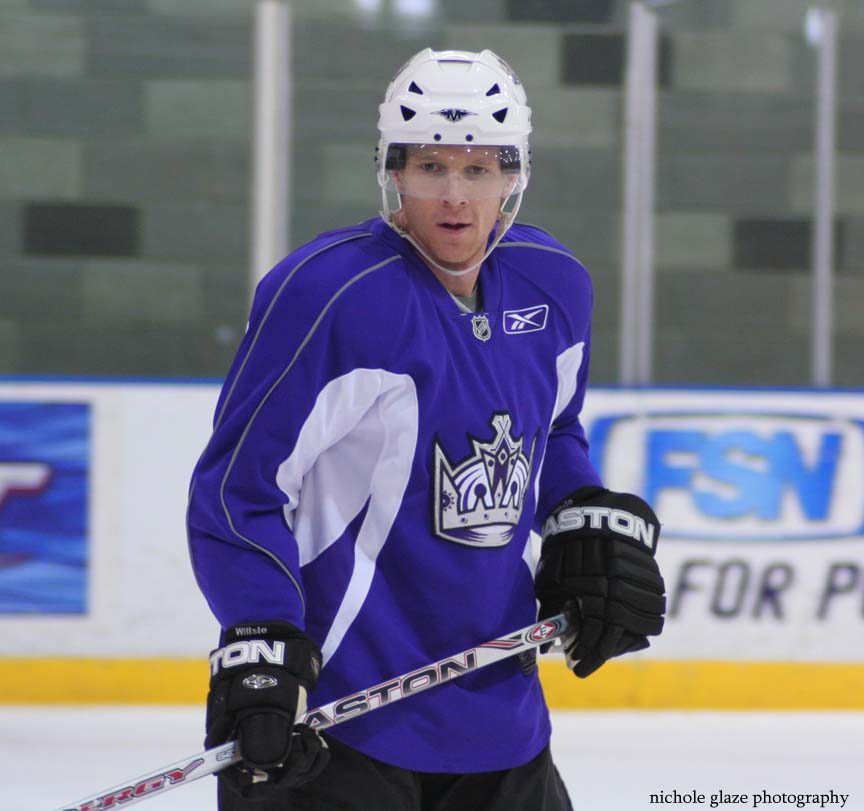
Willsie im Trainingstrikot der Los Angeles Kings

Vor der Saison 1998/99 wurde der Kanadier erstmals in den Kader des damaligen Farmteams der Avalanche, die Hershey Bears aus der American Hockey League, aufgenommen, für die er erstmals im professionellen Eishockey spielte. Während der folgenden Spielzeit kam Willsie zu seinem Debüt in der National Hockey League, jedoch spielte er nur einmal bis Saisonende für Colorado. Wegen einer Überschreitung der Salary Cap wurde der Flügelspieler 2003 an die Washington Capitals abgegeben, bei denen er insgesamt drei Jahre unter Vertrag stand, wobei er während des Lockout in der NHL-Saison 2004/05 für die Portland Pirates aus der AHL spielte.
Nach einem weiteren Jahr bei den Capitals unterschrieb Willisie am 4. Juli 2006 einen Vertrag als Free Agent bei den Los Angeles Kings, für die er die folgenden zwei Saisons aktiv war, bis er ebenfalls als Free Agent am 15. Juli 2008 zu seinem Ex-Club Colorado Avalanche zurückkehrte. Für das Franchise aus Denver kam der Rechtsschütze in der Saison 2008/09 zu 42 Einsätzen und sammelte auch Spielpraxis bei deren Farmteam, die Lake Erie Monsters, in der American Hockey League. In der darauffolgenden Spielzeit ging Willsie jedoch überwiegend für die Monsters in der AHL aufs Eis. Im Juli 2010 unterschrieb der Kanadier erneut als Free Agent einen Kontrakt bei den Washington Capitals. Es gelang ihm nicht sich im NHL-Kader der Caps festzuspielen und er verbrachte beinahe die gesamte Saison 2010/11 im Farmteam bei den Hershey Bears, bei denen der Flügelstürmer mit 68 Scorerpunkten in 76 Spielen zweitbester Scorer des Teams während der regulären Saison war.
Am 7. Juli 2011 einigte sich Willsie auf einen Zweiwege-Vertrag mit einer Laufzeit von einem Jahr mit den Montréal Canadiens, wurde aber ausschließlich bei den Hamilton Bulldogs in der AHL eingesetzt. Nachdem er vier Jahre lang fast ausschließlich in der AHL verbracht hatte, entschied er sich im Sommer 2012 zu einer Rückkehr nach Europa, wo er einen Probevertrag bei TPS Turku unterzeichnete. Während der folgenden Saison wurde sein Vertrag zunächst bis zum Saisonende verlängert und Willsie zum Kapitän ernannt. Bis zum Beginn der Play-offs erzielte er 24 Tore, so dass sein Vertrag im Februar 2013 um eine Saison verlängert wurde. Anschließend wurde Willsie bis zum Saisonende an die Kloten Flyers ausgeliehen, um diese im Abstiegskampf der National League A zu unterstützen.
Zu Beginn der Saison 2013/13 wurde Willsie von TPS an den KHL Medveščak Zagreb aus der KHL ausgeliehen, kehrte aber im Oktober 2013 in den Kader von TPS zurück. Im Februar 2014 wechselte er zum Örebro HK in die Svenska Hockeyligan und beendete im Anschluss an die Saison 2014/15 seine aktive Profikarriere. Seitdem ist er als Berater seines Ex-Teams Colorado Avalanche tätig.

## Erfolge und Auszeichnungen
- 1998 J.-Ross-Robertson-Cup-Gewinn mit den Guelph Storm
- 1998 OHL First All-Star Team
- 1998 CHL Third All-Star Team

## Karrierestatistik
(Legende zur Spielerstatistik: Sp oder GP = absolvierte Spiele; T oder G = erzielte Tore; V oder A = erzielte Assists; Pkt oder Pts = erzielte Scorerpunkte; SM oder PIM = erhaltene Strafminuten; +/− = Plus/Minus-Bilanz; PP = erzielte Überzahltore; SH = erzielte Unterzahltore; GW = erzielte Siegtore; 1 Play-downs/Relegation; Kursiv: Statistik nicht vollständig)